# یواس‌اس پیکتر (ای‌اف-۵۴)

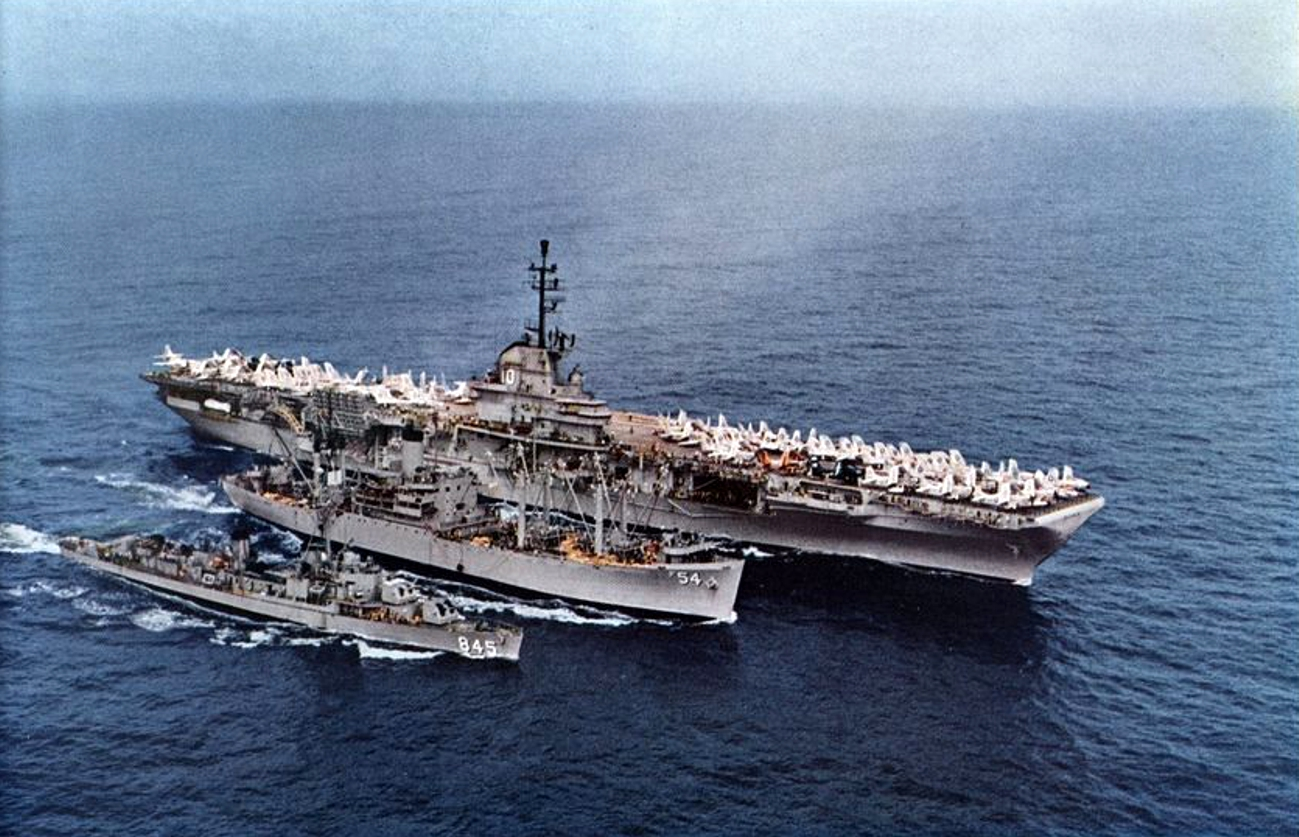
نمای جالب از کشتی یو اس اس پیکتر

یواس‌اس پیکتر (ای‌اف-۵۴) (به انگلیسی: USS Pictor (AF-54)) یک کشتی بود که طول آن ۴۵۹ فوت ۲ اینچ (۱۳۹٫۹۵ متر) بود. این کشتی در سال ۱۹۴۲ ساخته شد.